# Денисова, Маргарита Викторовна
Маргарита Викторовна Денисова (более известна как Грета Денисова) (род. 21 июля 1988 года, Москва) — российский архитектор, дизайнер и художник. Создатель и главный архитектор компании «Greta Project».

## Биография
Родилась 21 июля 1988 года в Москве в творческой семье. Отец — Виктор Леонович Денисов — российский драматург, переводчик. Мать — Елена Борисовна Степанова — филолог, драматург, переводчик, критик, специалист по англо-американской литературе и драме XX века. Дедушка по отцовской линии — Леон Борисович Закс — советский скрипач-виртуоз, педагог, заслуженный артист РСФСР.
В 6 лет Грета начала учёбу в архитектурной школе «Старт» у Инги Михайловны Абаевой. В период учёбы в ней, Грета получила несколько наград, включая фестивали «Зодчество» (2000, 2002), международный художественный конкурс ООН (2001) и другие.
В 11 лет поступила в классическую художественную школу № 1 им. В. А. Серова на поток к заслуженному художнику России Валерию Алексеевичу Гераскевичу и Елене Андреевне Афанасьевой.
В 2004 году экстерном окончила общеобразовательную школу с золотой медалью.
В 2008 году стажировалась в Шибаурском технологическом институте в Токио.
В 2010 году окончила с отличием факультет архитектуры жилых и общественных зданий Московского архитектурного института. Защитила диплом под руководством профессора Бориса Александровича Шабунина.

## Творческая карьера
В 2001 году режиссёр Оксана Мысина пригласила Грету стать художником спектакля по пьесе Виктора Коркия «Кихот и Санчо», который стал двойным дебютом — актрисы Оксаны Мысиной в режиссуре и художницы Греты Денисовой в сценографии.
В 2010 году Грета основала компанию «Greta Project», специализирующуюся на архитектурном проектировании и дизайне интерьеров. Среди наиболее крупных реализованных проектов — интерьеры ресторанов «Огонёк», «Гуси-Лебеди», «Chicken Mafia», «Benedict», «Guardian», кулинарной школы «Novikov school», автомойки «Black Star Car Wash», кулинарных студий Юлии Высоцкой в «МЕГА Химки» и ТЦ «Авиапарк», получившие ряд наград и номинаций, а также высокие оценки критиков и экспертов.
По мнению критиков, особенностями её проектирования является создание функционального, модного пространства с эффектным акцентом, на основе которого выстроен весь интерьер.

## Награды
- 2000 — Зодчество — Архитектура России. Диплом первой степени
- 2001 — Международный художественный конкурс ООН — Рисунки и живописные работы. Первое место
- 2002 — Зодчество — Корабль архитектуры. Диплом первой степени
- 2002 — Iakov Chernikhov International Foundation — Корабль архитектуры. Первая премия
- 2003 — Новые имена Москвы — Поощрительная стипендия
- 2006 — Международная премия имени Якова Чернихова «Вызов времени» — «Архитектурные фантазии» — почётный диплом
- 2008 — Конкурс на реконструкцию музейного комплекса «История танка Т-34» — Первая премия
- 2012 — Специальная премия Interia Awards в категории «Дизайн-проект для отелей» — «Интерьер бара»[14]
- 2013 — Премия Interia Awards в специальной номинации «Лучший интерьер года» (ресторан «Гуси-Лебеди»)[15]
- 2017 — Номинация на премию Interia Awards в категории «Общественный интерьер» (кулинарная школа «Novikov school»)[16]
- 2018 — Номинация на премию Public Space Awards (ресторан «Огонёк»)
- 2019 — Номинация на премию Restaurant & Bar Design Awards (ресторан «Огонёк»)[17]
- 2021 — Премия Public Space Awards в категории «Интерьеры объектов транспортной инфраструктуры и транспортных средств» (проект автомойки «Black Star Car Wash»)[18]
- 2021 — Топ 100 лучших общественных пространств России (проекты ресторана «Chicken Mafia» и кафе «Benedict»)